# Maestro di Antonio di Borgogna
Il Maestro di Antoine de Bourgogne (attivo a Bruges tra il 1460 e il 1490; fl. XV secolo) è stato un pittore fiammingo.
L'anonimo miniatore fiammingo deve il suo nome al destinatario dei suoi libri miniati: Antonio di Borgogna (tra questi il Valerio Massimo, ora conservato alla Biblioteca di Breslavia). 
Dipinto su pergamena in oro e argento è il Libro d'ore, detto di Galeazzo Sforza (Vienna, Biblioteca Nazionale). Come identificazione è stato proposto il nome di Philippe de Mazerolles.